# Started
«Started» (с англ. — «Начала́») — песня, записанная австралийской хип-хоп исполнительницей Игги Азалией для её второго студийного альбома In My Defense. Песня была написана самой Азалией вместе с продюсером J. White Did It. Она была выпущена лейблами Bad Dreams и Empire 3 мая 2019 года в качестве второго сингла с альбома. Музыкальное видео было снято в апреле месяце в Лос-Анджелесе и было выпущено в тот же день что и песня.

## Предыстория и релиз
Игги выпустила лид-сингл «Sally Walker» в поддержку своего второго альбома 15 марта 2019 года. Музыкальное видео на эту песню по сюжету завершилось отрывком новой песни «Started». Во время интервью iHeartRadio 11 апреля Азалия подтвердила, что это будет следующий сингл. 19 апреля 2019 года рэперша объявила, что «Started» будет выпущен 3 мая 2019 года, поделившись также обложкой на своих страницах в социальных сетях.

## Музыкальное видео
Клип на трек был снят в апреле 2019 года в Лос-Анджелесе.[6] Режиссером стал Колин Тилли, который также руководил съемками на музыкальные клипы для предыдущих синглов Азалии («Savior», «Kream» и «Sally Walker»). Концепция клипа была основана на истории печально известной актрисы, модели и телеведущей Анны Николь Смит, которая вышла замуж за 90-летнего бизнес-магната ради наследства.

## Чарты
| Чарт (2019)                                        | Пиковая позиция |
| -------------------------------------------------- | --------------- |
| Австралия (ARIA Digital Tracks)                    | 37              |
| Канада (Billboard Hot Digital Songs)               | 30              |
| Франция (SNEP Téléchargements)                     | 122             |
| Венгрия (Single Top 40)                            | 12              |
| Ирландия (IRMA)                                    | 73              |
| Новая Зеландия (RMNZ Hot Singles)                  | 11              |
| Шотландия (OCC Scotland)                           | 43              |
| Великобритания (OCC UK Singles)                    | 76              |
| Великобритания (UK Independent Singles)            | 12              |
| США (Billboard Bubbling Under Hot 100)             | 20              |
| США (Billboard Bubbling Under R&B/Hip-Hop Singles) | 3               |